# Parlamentsgruppe Schienenverkehr
Die Parlamentsgruppe Schienenverkehr (PGS) wurde 1988 im Deutschen Bundestag als Parlamentsgruppe Bahn gegründet. Im Jahr  2003 benannte sich die Parlamentarische Gruppe um in Parlamentsgruppe Schienenverkehr und erweiterte ihr Arbeitsspektrum. 
Vorsitzender der fraktionsübergreifenden Gruppe ist der Bundestagsabgeordnete Martin Burkert (SPD). Stellvertretende Vorsitzende sind Matthias Gastel (Bündnis 90/Die Grünen), Ulrich Lange (CSU) und Sabine Leidig (Die Linke). Die Geschäftsführung für die PGS nimmt Thomas Hailer vom Deutschen Verkehrsforum wahr. 
Ziel der Gruppe ist der „aktive Dialog zwischen den Abgeordneten und Führungskräften der Schienenverkehrsunternehmen sowie der Bahnindustrie zu aktuellen Themen“.
Der Parlamentarischen Gruppe gehörten in der 16. Legislaturperiode des Deutschen Bundestages mehr als 100 Abgeordnete an.  

## Einzelnachweis
1. ↑  Quelle: Infoletter Deutsches Verkehrsforum 1/2003